# 리비뇨

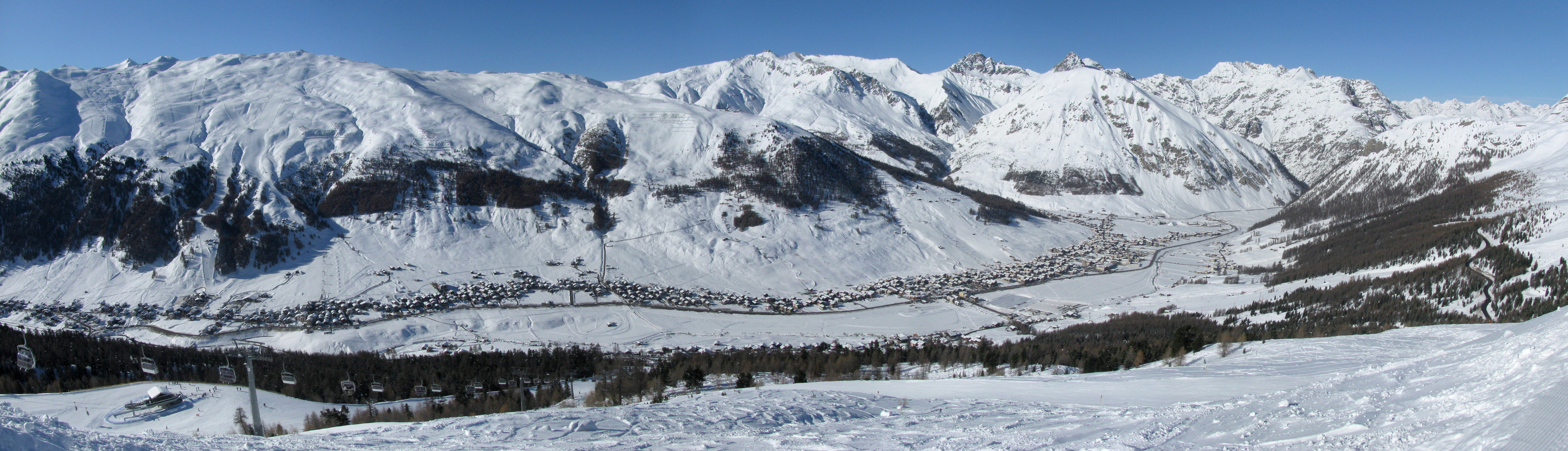
리비뇨

리비뇨(이탈리아어: Livigno, 롬바르디아어: Livígn, 독일어: Luwin)는 이탈리아 롬바르디아주 손드리오도에 위치한 코무네로 면적은 227.3km2, 높이는 1,816m, 인구는 6,363명(2015년 9월 30일 기준), 인구 밀도는 28명/km2이다. 알프스산맥과 접하며 스위스 국경과 가까운 편이다. 여름철, 겨울철 휴양지로 유명한 곳이며 특히 겨울철에는 스키장을 찾는 관광객들이 몰린다.
이탈리아의 부가가치세가 부과되지 않는 면세 지역이며 유럽 연합의 부가가치세 영역에 포함되어 있지 않은 곳이기도 하다. 1840년경에 오스트리아 제국에 의해 면세 제도가 도입되었으며 이탈리아 왕국, 이탈리아 공화국이 리비뇨의 면세 제도를 공인했다. 1960년에는 유럽 경제 공동체가 리비뇨를 면세 지역으로 공인했다. 부가가치세가 부과되지 않지만 법인세가 부과되기 때문에 조세 피난처가 아니다.